# Relais mondiaux 2014
Navigation
Édition 2015
Les 1ers Relais mondiaux de l'IAAF ou Challenge mondial des relais (en anglais : 2014 IAAF World Relays) se sont déroulés les 24 et 25 mai 2014 au Thomas Robinson Stadium de Nassau, aux Bahamas. L'annonce en avait été faite par l'Association internationale des fédérations d'athlétisme (IAAF) le 10 août 2012 lors des Jeux olympiques de Londres.
Cinq épreuves masculines et cinq féminines sont au programme de cette compétition : le 4 × 100 mètres, le 4 × 200 mètres, le 4 × 400 mètres, le 4 × 800 mètres et le 4 × 1 500 mètres. Les huit nations finalistes des épreuves de 4 × 100 m et de 4 × 400 m sont automatiquement qualifiées pour les championnats du monde 2015. 578 athlètes (338 hommes et 240 femmes), issus de 43 pays membres de l'IAAF, sont inscrits sur la liste des participants.
Trois records du monde sont améliorés au cours de ces championnats : celui du 4 × 200 m masculin par l'équipe de la Jamaïque en 1 min 18 s 63, et ceux du 4 × 1 500 m par les équipes du Kenya, en respectivement 14 min 22 s 22 chez les hommes, et 16 min 33 s 58 chez les femmes.

## Organisation

### Programme
|        | 24 mai                | 25 mai                          |
| ------ | --------------------- | ------------------------------- |
| Hommes | 4 × 800 m 4 × 200 m   | 4 × 1 500 m 4 × 400 m 4 × 100 m |
| Femmes | 4 × 1 500 m 4 × 100 m | 4 × 400 m 4 × 800 m 4 × 200 m   |

### Participation
43 nations membres de l'IAAF participent aux compétitions. Le nombre d'athlètes inscrits est indiqué entre parenthèses.
| - Allemagne (17) - Arabie saoudite (6) - Australie (30) - Bahamas (28) - Bahreïn (5) - Barbade (6) - Belgique (5) - Bermudes (4) - Brésil (25) - Canada (20) - Chine (10) - Corée du Sud (5) - Cuba (8) - Espagne (15) - États-Unis (56) | - Éthiopie (10) - France (28) - Îles Caïmans (5) - Îles Turques-et-Caïques (5) - Îles Vierges britanniques (5) - Îles Vierges des États-Unis (5) - Italie (5) - Jamaïque (38) - Japon (17) - Kenya (28) - Mexique (9) - Nigeria (21) - Pays-Bas (6) - Ouganda (5) - Papouasie-Nouvelle-Guinée (15) | - Pologne (25) - Porto Rico (8) - Qatar (4) - République dominicaine (10) - Roumanie (6) - Royaume-Uni (24) - Russie (14) - Saint-Christophe-et-Niévès (5) - Slovaquie (5) - Suisse (7) - Trinité-et-Tobago (23) - Ukraine (5) - Venezuela (11) |

## Podiums

### Hommes
| Épreuves         | Or | Argent | Bronze |
| ---------------- | --- | --- | --- |
| 4 × 100 mètres   | Jamaïque Nesta Carter Nickel Ashmeade Julian Forte Yohan Blake 37 s 77 Participation aux séries : Kemar Bailey-Cole Andrew Fisher                  | Trinité-et-Tobago Keston Bledman Marc Burns Rondel Sorrillo Richard Thompson 38 s 04 (SB)                                      | Royaume-Uni Richard Kilty Harry Aikines-Aryeetey James Ellington Dwain Chambers 38 s 19 (SB) Participation aux séries : Daniel Talbot |
| 4 × 200 mètres   | Jamaïque Nickel Ashmeade Warren Weir Jermaine Brown Yohan Blake 1 min 18 s 63 (WR) Participation aux séries : Rasheed Dwyer Jason Livermore        | Saint-Christophe-et-Niévès Antoine Adams Lestrod Roland Brijesh Lawrence Allistar Clarke 1 min 20 s 51 (PB)                    | France Christophe Lemaitre Yannick Fonsat Ben Bassaw Ken Romain 1 min 20 s 66 (AR)                                                    |
| 4 × 400 mètres   | États-Unis David Verburg Tony McQuay Christian Taylor LaShawn Merritt 2 min 57 s 25 (CR) Participation aux séries : Clayton Parros Torrin Lawrence | Bahamas Latoy Williams Demetrius Pinder Chris Brown Michael Mathieu 2 min 57 s 59 (SB) Participation aux séries : Ramon Miller | Trinité-et-Tobago Lalonde Gordon Renny Quow Machel Cedenio Jarrin Solomon 2 min 58 s 34 (NR)                                          |
| 4 × 800 mètres   | Kenya Ferguson Rotich Sammy Kirongo Job Kinyor Alfred Kipketer 7 min 8 s 40 (CR)                                                                   | Pologne Karol Konieczny Szymon Krawczyk Marcin Lewandowski Adam Kszczot 7 min 8 s 69 (NR)                                      | États-Unis Michael Rutt Robby Andrews Brandon Johnson Duane Solomon 7 min 9 s 06                                                      |
| 4 × 1 500 mètres | Kenya Collins Cheboi Silas Kiplagat James Kiplagat Magut Asbel Kiprop 14 min 22 s 22 (WR)                                                          | États-Unis Patrick Casey David Torrence Will Leer Leonel Manzano 14 min 40 s 80 (AR)                                           | Éthiopie Mekonnen Gebremedhin Soresa Fida Zebene Alemayehu Aman Wote 14 min 41 s 22 (NR)                                              |

### Femmes
| Épreuves         | Or | Argent | Bronze |
| ---------------- | --- | --- | --- |
| 4 × 100 mètres   | États-Unis Tianna Bartoletta Alexandria Anderson Jeneba Tarmoh LaKeisha Lawson 41 s 88 (CR)                                                              | Jamaïque Carrie Russell Kerron Stewart Schillonie Calvert Samantha Henry-Robinson 42 s 28 (SB)                                                | Trinité-et-Tobago Kamaria Durant Michelle-Lee Ahye Reyare Thomas Kai Selvon 42 s 66                                                        |
| 4 × 200 mètres   | États-Unis Shalonda Solomon Tawanna Meadows Bianca Knight Kimberlyn Duncan 1 min 29 s 45 (CR)                                                            | Royaume-Uni Desiree Henry Anyika Onuora Bianca Williams Asha Philip 1 min 29 s 61 (NR)                                                        | Jamaïque Simone Facey Sheri-Ann Brooks Anneisha McLaughlin Shelly-Ann Fraser 1 min 30 s 04 (NR)                                            |
| 4 × 400 mètres   | États-Unis Deedee Trotter Sanya Richards-Ross Natasha Hastings Joanna Atkins 3 min 21 s 73 (CR) Participation aux séries : Monica Hargrove Jessica Beard | Jamaïque Kaliese Spencer Novlene Williams-Mills Anastasia Le-Roy Shericka Jackson 3 min 23 s 26 (SB) Participation aux séries : Christine Day | Nigeria Folasade Abugan Regina George Omolara Omotoso Patience Okon George 3 min 23 s 41 (SB) Participation aux séries : Bukola Abogunloko |
| 4 × 800 mètres   | États-Unis Chanelle Price Geena Lara Ajee Wilson Brenda Martinez 8 min 1 s 58 (CR)                                                                       | Kenya Janeth Jepkosgei Agatha Jeruto Kimaswai Sylvia Chesebe Eunice Sum 8 min 4 s 28 (AR)                                                     | Australie Brittany McGowan Zoe Buckman Selma Kajan Melissa Duncan \|8 min 13 s 26 (AR)                                                     |
| 4 × 1 500 mètres | Kenya Mercy Cherono Faith Kipyegon Irene Jelagat Hellen Obiri 16 min 33 s 58 (WR)                                                                        | États-Unis Heather Kampf Katie Mackey Kate Grace Brenda Martinez 16 min 55 s 33 (AR)                                                          | Australie Zoe Buckman Bridey Delaney Brittany McGowan Melissa Duncan 17 min 8 s 65 (AR)                                                    |

## Résultats des finales

### Hommes

#### Relais 4 × 100 m
| Rang | Pays              | Athlètes                                                              | Temps        |
| ---- | ----------------- | --------------------------------------------------------------------- | ------------ |
| 1    | Jamaïque          | Nesta Carter Nickel Ashmeade Julian Forte Yohan Blake                 | 37 s 77      |
| 2    | Trinité-et-Tobago | Keston Bledman Marc Burns Rondel Sorrillo Richard Thompson            | 38 s 04 (SB) |
| 3    | Royaume-Uni       | Richard Kilty Harry Aikines-Aryeetey James Ellington Dwain Chambers   | 38 s 19 (SB) |
| 4    | Brésil            | Bruno de Barros Jefferson Lucindo Aldemir da Silva Júnior Jorge Vides | 38 s 40      |
| 5    | Japon             | Kazuma Ōseto Kei Takase Yoshihide Kiryū Shōta Iizuka                  | 38 s 40      |
| 6    | Canada            | Gavin Smellie Dontae Richards-Kwok Jared Connaughton Justyn Warner    | 38 s 55 (SB) |
| 7    | Allemagne         | Aleixo-Platini Menga Lucas Jakubczyk Julian Reus Martin Keller        | 38 s 69      |
| -    | France            | Arnaud Rémy Jimmy Vicaut Ben Bassaw Christophe Lemaitre               | DNS          |

- Les 7 premières nations + l'Ukraine (victorieuse de la Finale B) sont qualifiées pour les Championnats du monde d'athlétisme 2015

#### Relais 4 × 200 m
| Rang | Pays                       | Athlètes                                                                 | Temps              |
| ---- | -------------------------- | ------------------------------------------------------------------------ | ------------------ |
| 1    | Jamaïque                   | Nickel Ashmeade Warren Weir Jermaine Brown Yohan Blake                   | 1 min 18 s 63 (WR) |
| 2    | Saint-Christophe-et-Niévès | Antoine Adams Lestrod Roland Brijesh Lawrence Allistar Clarke            | 1 min 20 s 51 (NR) |
| 3    | France                     | Christophe Lemaitre Yannick Fonsat Ben Bassaw Ken Romain                 | 1 min 20 s 66 (AR) |
| 4    | Barbade                    | Ramon Gittens Levi Cadogan Andrew Hinds Fallon Forde                     | 1 min 21 s 88 (NR) |
| 5    | Kenya                      | Stephen Barasa Carvin Nkanata Tony Kipruto Chirchr Walter Michuki Moenga | 1 min 22 s 35 (NR) |
| 6    | Bahamas                    | Blake Bartlett Adrian Griffith Wesley Neymour Andretti Bain              | 1 min 23 s 19      |
| 7    | Chine                      | Chen Shiwei Xie Zhenye Yang Yang Mo Youxue                               | 1 min 25 s 83      |
| -    | États-Unis                 | Maurice Mitchell Curtis Mitchell Ameer Webb Wallace Spearmon             | DQ                 |

#### Relais 4 × 400 m
| Rang | Pays              | Athlètes                                                                   | Temps              |
| ---- | ----------------- | -------------------------------------------------------------------------- | ------------------ |
| 1    | États-Unis        | David Verburg Tony McQuay Christian Taylor LaShawn Merritt                 | 2 min 57 s 25 (CR) |
| 2    | Bahamas           | Latoy Williams Demetrius Pinder Chris Brown Michael Mathieu                | 2 min 57 s 59 (SB) |
| 3    | Trinité-et-Tobago | Lalonde Gordon Renny Quow Machel Cedenio Jarrin Solomon                    | 2 min 58 s 34 (NR) |
| 4    | Royaume-Uni       | Michael Bingham Conrad Williams Nigel Levine Martyn Rooney                 | 3 min 0 s 32 (SB)  |
| 5    | Cuba              | William Collazo Raidel Acea Adrian Chacon Yoandys Lescay                   | 3 min 0 s 61 (SB)  |
| 6    | Venezuela         | Arturo Ramírez Alberth Bravo José Meléndez Freddy Mezones                  | 3 min 1 s 44 (SB)  |
| 7    | Brésil            | Pedro Luiz de Oliveira Wagner Cardoso Anderson Henriques Jonathan da Silva | 3 min 3 s 87       |
| 8    | Jamaïque          | Dane Hyatt Chumaine Fitten Omar Johnson Edino Steele                       | 3 min 10 s 23      |

- Ces 8 nations sont qualifiées pour les Championnats du monde d'athlétisme 2015.

#### Relais 4 × 800 m
| Rang | Pays       | Athlètes                                                                    | Temps              |
| ---- | ---------- | --------------------------------------------------------------------------- | ------------------ |
| 1    | Kenya      | Ferguson Rotich Sammy Kirongo Job Kinyor Alfred Kipketer                    | 7 min 8 s 40 (CR)  |
| 2    | Pologne    | Karol Konieczny Szymon Krawczyk Marcin Lewandowski Adam Kszczot             | 7 min 8 s 69 (NR)  |
| 3    | États-Unis | Michael Rutt Robby Andrews Brandon Johnson Duane Solomon                    | 7 min 9 s 06       |
| 4    | Australie  | Joshua Ralph Ryan Gregson Jordan Williamsz Jared West                       | 7 min 11 s 48 (AR) |
| 5    | Espagne    | Kevin López Luis Alberto Marco Alejandro Rodríguez Francisco Roldan         | 7 min 19 s 90      |
| 6    | Mexique    | Bryan Martinez César Daniel Belman Christopher Sandoval José María Martínez | 7 min 21 s 12 (NR) |
| 7    | Bermudes   | Shaquille Dill Aaron Evans Lamont Marshall Trey Simons                      | 7 min 21 s 87      |
| 8    | Slovaquie  | Jozef Repčík Jozef Pelikán Dušan Páleník Tomas Timoransky                   | 7 min 32 s 87 (NR) |
| 9    | Ouganda    | Peter Agaba Julius Mutekanga Peter Okwera Geoffrey Lukwiya Akena            | 7 min 33 s 34 (NR) |

#### Relais 4 × 1 500 m
| Rang | Pays       | Athlètes                                                                         | Temps               |
| ---- | ---------- | -------------------------------------------------------------------------------- | ------------------- |
| 1    | Kenya      | Collins Cheboi Silas Kiplagat James Kiplagat Magut Asbel Kiprop                  | 14 min 22 s 22 (WR) |
| 2    | États-Unis | Patrick Casey David Torrence Will Leer Leonel Manzano                            | 14 min 40 s 80 (AR) |
| 3    | Éthiopie   | Mekonnen Gebremedhin Soresa Fida Zebene Alemayehu Aman Wote                      | 14 min 41 s 22 (NR) |
| 4    | Australie  | Ryan Gregson Sam McEntee Collis Birmingham Jordan Williamsz                      | 14 min 46 s 04 (AR) |
| 5    | Espagne    | Adel Mechaal Álvaro Rodriguez Carlos Alonso Alberto Imedio                       | 15 min 0 s 69       |
| 6    | Pologne    | Szymon Krawczyk Mateusz Demczyszak Marcin Lewandowski Adam Kszczot               | 15 min 5 s 70       |
| 7    | Qatar      | Mohamad al-Garni Hashim Salah Mohamed Maaz Abdelrahman Shagag Abubaker Ali Kamal | 15 min 10 s 77 (NR) |

### Femmes

#### Relais 4 × 100 m
| Rang | Pays              | Athlètes                                                                 | Temps        |
| ---- | ----------------- | ------------------------------------------------------------------------ | ------------ |
| 1    | États-Unis        | Tianna Bartoletta Alexandria Anderson Jeneba Tarmoh LaKeisha Lawson      | 41 s 88 (CR) |
| 2    | Jamaïque          | Carrie Russell Kerron Stewart Schillonie Calvert Samantha Henry-Robinson | 42 s 28 (SB) |
| 3    | Trinité-et-Tobago | Kamaria Durant Michelle-Lee Ahye Reyare Thomas Kai Selvon                | 42 s 66      |
| 4    | Nigeria           | Gloria Asumnu Blessing Okagbare Dominique Duncan Francesca Okwara        | 42 s 67 (SB) |
| 5    | Royaume-Uni       | Asha Philip Bianca Williams Jodie Williams Desiree Henry                 | 42 s 75 (SB) |
| 6    | Allemagne         | Yasmin Kwadwo Inna Weit Tatjana Lofamakanda Pinto Verena Sailer          | 43 s 38      |
| 7    | Brésil            | Vanusa dos Santos Franciela Krasucki Evelyn dos Santos Rosângela Santos  | 43 s 67      |
| 8    | France            | Éloyse Lesueur Céline Distel-Bonnet Émilie Gaydu Stella Akakpo           | 43 s 74      |

- Ces 8 nations sont qualifiées pour les Championnats du monde d'athlétisme 2015.

#### Relais 4 × 200 m
| Rang | Pays              | Athlètes                                                             | Temps              |
| ---- | ----------------- | -------------------------------------------------------------------- | ------------------ |
| 1    | États-Unis        | Shalonda Solomon Tawanna Meadows Bianca Knight Kimberlyn Duncan      | 1 min 29 s 45 (CR) |
| 2    | Royaume-Uni       | Desiree Henry Anyika Onuora Bianca Williams Asha Philip              | 1 min 29 s 61 (NR) |
| 3    | Jamaïque          | Simone Facey Sheri-Ann Brooks Anneisha McLaughlin Shelly-Ann Fraser  | 1 min 30 s 04 (NR) |
| 4    | Bahamas           | Sheniqua Ferguson Anthonique Strachan Nivea Smith Caché Armbrister   | 1 min 31 s 31 (NR) |
| 5    | Suisse            | Mujinga Kambundji Lea Sprunger Joëlle Golay Fanette Humair           | 1 min 31 s 75 (NR) |
| 6    | France            | Mathilde Lagui Céline Distel-Bonnet Émilie Gaydu Sarah Goujon        | 1 min 32 s 23      |
| 7    | Nigeria           | Dominique Duncan Francesca Okwara Patience Okon George Regina George | 1 min 33 s 71 (NR) |
| -    | Trinité-et-Tobago | Michelle-Lee Ahye Reyare Thomas Kai Selvon Kamaria Durant            | DNF                |

#### Relais 4 × 400 m
| Rang | Pays        | Athlètes                                                                 | Temps              |
| ---- | ----------- | ------------------------------------------------------------------------ | ------------------ |
| 1    | États-Unis  | Deedee Trotter Sanya Richards-Ross Natasha Hastings Joanna Atkins        | 3 min 21 s 73 (CR) |
| 2    | Jamaïque    | Kaliese Spencer Novlene Williams-Mills Anastasia Le-Roy Shericka Jackson | 3 min 23 s 26 (SB) |
| 3    | Nigeria     | Folasade Abugan Regina George Omolara Omotoso Patience Okon George       | 3 min 23 s 41 (SB) |
| 4    | France      | Marie Gayot Lénora Guion-Firmin Agnès Raharolahy Floria Guei             | 3 min 25 s 84 (SB) |
| 5    | Pologne     | Małgorzata Hołub Patrycja Wyciszkiewicz Joanna Linkiewicz Justyna Swiety | 3 min 27 s 37 (SB) |
| 6    | Italie      | Chiara Bazzoni Maria Enrica Spacca Elena Maria Bonfanti Libania Grenot   | 3 min 27 s 44 (SB) |
| 7    | Royaume-Uni | Eilidh Child Shana Cox Christine Ohuruogu Margaret Adeoye                | 3 min 28 s 03      |
| 8    | Brésil      | Joelma Sousa Liliane Fernandes Jailma de Lima Geisa Aparecida Coutinho   | 3 min 31 s 52      |

- Ces 8 nations sont qualifiées pour les Championnats du monde d'athlétisme 2015.

#### Relais 4 × 800 m
| Rang | Pays              | Athlètes                                                              | Temps              |
| ---- | ----------------- | --------------------------------------------------------------------- | ------------------ |
| 1    | États-Unis        | Chanelle Price Geena Lara Ajee Wilson Brenda Martinez                 | 8 min 1 s 58 (CR)  |
| 2    | Kenya             | Janeth Jepkosgei Agatha Jeruto Kimaswai Sylvia Chesebe Eunice Sum     | 8 min 4 s 28 (AR)  |
| 3    | Australie         | Brittany McGowan Zoe Buckman Selma Kajan Melissa Duncan               | 8 min 13 s 26 (AR) |
| 4    | Jamaïque          | Yanique Malcolm Simoya Campbell Chrisann Gordon Natoya Goule          | 8 min 17 s 22 (NR) |
| 5    | France            | Justine Fedronic Clarisse Moh Lisa Blameble Rénelle Lamote            | 8 min 17 s 54 (NR) |
| 6    | Roumanie          | Adelina Elena Tanasie Claudia Bobocea Florina Pierdevara Mihaela Nunu | 8 min 23 s 12 (SB) |
| 7    | Mexique           | Gabriela Medina Cristina Guevara Mariel Espinosa Arantza Hernandez    | 8 min 24 s 45 (NR) |
| -    | Trinité-et-Tobago | Jessica James Shawna Fermin Alena Brooks Romona Modeste               | DNF                |
| -    | Russie            | Irina Maracheva Elena Kobeleva Tatyana Myazina Svetlana Rogozina      | DQ                 |

#### Relais 4 × 1 500 m
- 4 nations seulement participent à cette épreuve.

| Rang | Pays       | Athlètes                                                                   | Temps               |
| ---- | ---------- | -------------------------------------------------------------------------- | ------------------- |
| 1    | Kenya      | Mercy Cherono Faith Kipyegon Irene Jelagat Hellen Obiri                    | 16 min 33 s 58 (WR) |
| 2    | États-Unis | Heather Kampf Katie Mackey Kate Grace Brenda Martinez                      | 16 min 55 s 33 (AR) |
| 3    | Australie  | Zoe Buckman Bridey Delaney Brittany McGowan Melissa Duncan                 | 17 min 8 s 65 (AR)  |
| 4    | Roumanie   | Claudia Bobocea Florina Pierdevara Anca Maria Bunea Lenuta Ptronela Simiuc | 17 min 51 s 48 (NR) |

## Classement

### Classement par équipes
- Pays organisateur (Bahamas)

| Rang | Nation                     | Points |
| ---- | -------------------------- | ------ |
| 1    | États-Unis                 | 60.0   |
| 2    | Jamaïque                   | 41.0   |
| 3    | Kenya                      | 35.0   |
| 4    | Royaume-Uni                | 24.0   |
| 5    | Australie                  | 21.0   |
| 6    | Trinité-et-Tobago          | 19.0   |
| 7    | France                     | 18.0   |
| 8    | Bahamas                    | 15.0   |
| 9    | Pologne                    | 14.0   |
| 10   | Nigeria                    | 13.0   |
| 11   | Brésil                     | 10.0   |
| 12   | Espagne                    | 8.0    |
| 13   | Saint-Christophe-et-Niévès | 7.0    |
| 14   | Roumanie                   | 7.0    |
| 15   | Russie                     | 6.0    |
| 15   | Éthiopie                   | 6.0    |
| 17   | Barbade                    | 5.0    |
| 17   | Allemagne                  | 5.0    |
| 19   | Japon                      | 4.0    |
| 19   | Cuba                       | 4.0    |
| 19   | Suisse                     | 4.0    |
| 19   | Mexique                    | 4.0    |
| 23   | Italie                     | 3.0    |
| 23   | Canada                     | 3.0    |
| 23   | Venezuela                  | 3.0    |
| 26   | Bermudes                   | 2.0    |
| 26   | Qatar                      | 2.0    |
| 26   | Chine                      | 2.0    |
| 29   | Slovaquie                  | 1.0    |

### Tableau des médailles
| Rang  | Nation                     | Or | Argent | Bronze | Total |
| ----- | -------------------------- | -- | ------ | ------ | ----- |
| 1     | États-Unis                 | 5  | 2      | 1      | 8     |
| 2     | Kenya                      | 3  | 1      | -      | 4     |
| 3     | Jamaïque                   | 2  | 2      | 1      | 5     |
| 4     | Trinité-et-Tobago          | -  | 1      | 2      | 3     |
| 5     | Bahamas                    | -  | 1      | -      | 1     |
| 6     | Saint-Christophe-et-Niévès | -  | 1      | -      | 1     |
| 7     | Pologne                    | -  | 1      | -      | 1     |
| 8     | Royaume-Uni                | -  | 1      | 1      | 2     |
| 9     | France                     | -  | -      | 1      | 1     |
| 10    | Russie                     | -  | -      | 1      | 1     |
| 11    | Éthiopie                   | -  | -      | 1      | 1     |
| 12    | Nigeria                    | -  |        | 1      | 1     |
| 13    | Australie                  | -  | -      | 1      | 1     |
| Total | Total                      | 10 | 10     | 10     | 30    |

## Records

### Records du monde
| Date        | Épreuve                   | Nouveau record                                                        | Nouveau record | Ancien record                                                      | Ancien record  | Ancien record    |
| ----------- | ------------------------- | --------------------------------------------------------------------- | -------------- | ------------------------------------------------------------------ | -------------- | ---------------- |
| Date        | Épreuve                   | Athlète                                                               | Performance    | Athlète                                                            | Performance    | Date             |
| 24 mai 2014 | Relais 4 × 200 m hommes   | Jamaïque Nickel Ashmeade Warren Weir Jermaine Brown Yohan Blake       | 1 min 18 s 63  | États-Unis Mike Marsh Leroy Burrell Floyd Heard Carl Lewis         | 1 min 18 s 68  | 17 avril 1994    |
| 24 mai 2014 | Relais 4 × 1 500 m femmes | Kenya Mercy Cherono Faith Kipyegon Irene Jelagat Hellen Obiri         | 16 min 33 s 58 | Kenya Mercy Cherono Irene Jelagat Ann Karindi Perine Nenkampi      | 17 min 5 s 72  | 26 avril 2014    |
| 25 mai 2014 | Relais 4 × 1 500 m hommes | Kenya Collins Cheboi Silas Kiplagat James Kiplagat Magut Asbel Kiprop | 14 min 22 s 22 | Kenya William Biwott Gideon Gathimba Geoffrey Rono Augustine Choge | 14 min 36 s 23 | 4 septembre 2009 |

## Légende
Records et Performances
- AR : Record continental (area record)
- CR : Record des championnats (championship record)
- MR : Record du meeting (meet record)
- NR : Record national (national record)
- OR : Record olympique (olympic record)
- PR : Record paralympique (paralympic record)
- PB : Record personnel (personal best)
- SB : Meilleure performance personnelle de la saison (season's best)
- WL : Meilleure performance mondiale de l'année (world leader)
- WJR : Record du monde junior (world junior record)
- WR : Record du monde (world record)

Circonstances et Conditions
- DNF : N'a pas terminé (did not finish)
- DNS : N'a pas pris le départ (did not start)
- DQ : Disqualification (disqualification)
- NM : Aucun essai valable enregistré (No Mark)
- Q : Qualifié « directement » au prochain tour (ou à la prochaine compétition), lors d'une compétition majeure, grâce au classement ou à la réalisation des minima (automatic qualifier)
- q : Qualifié au prochain tour (ou à la prochaine compétition), lors d'une compétition majeure, grâce au repêchage ou à la réalisation de l'une des meilleures performances parmi celles des « non qualifiés directement » (grâce au meilleur temps ou à la meilleure distance par exemple) (secondary qualifier)